# Karl von Merz
Karl von Merz (* 21. August 1881 in Regensburg; † 4. November 1962 in Austin in Texas) war ein deutscher Verwaltungsjurist und Bezirksoberamtmann im Bezirksamt Garmisch-Partenkirchen.

## Leben

### Herkunft und Familie
Karl von Merz entstammte einer angesehenen Nürnberger Familie und war mit der Deutschamerikanerin Catherine Scherding (1885–1973), die er 1925 kennengelernt hatte, verheiratet. Im Juli und August 1939 reiste die Familie zum zweiten Mal nach Austin/Texas. Diesmal kehrte er ohne Frau und seine zwei Söhne nach Deutschland zurück. 1952 folgte er seiner Familie nach Austin, wo er am 4. November 1962 verstarb.
Seine Schwester Maria war mit dem Politiker Eduard Hamm verheiratet. Dieser wurde im Zusammenhang mit dem Attentat vom 20. Juli 1944 am 2. September 1944 von der GeStaPo verhaftet und am 23. September 1944 hingerichtet.

### Beruflicher Werdegang
Nach dem Besuch des Melanchthon-Gymnasiums Nürnberg und dem Abitur am Maximiliansgymnasium München studierte Karl von Merz, der Familientradition folgend, Rechtswissenschaften an der Ludwig-Maximilians-Universität München und der Humboldt-Universität zu Berlin. Es schloss sich der Militärdienst als Einjährig-Freiwilliger und nach bestandener erster Staatsprüfung der dreijährige Vorbereitungsdienst (Referendariat) an, der ihn zum Amts- und Landgericht Nürnberg sowie zum Bezirksamt Nürnberg und Stadtmagistrat Nürnberg führte. 1907 folgte das Große juristische Staatsexamen mit der Note II 14/40. Am 11. März 1908 erhielt er eine Anstellung als geprüfter Rechtspraktikant bei der Regierung von Oberbayern, wo er am 26. Februar 1909 Akzessist wurde. Im März 1910 zur Geschäftsaushilfe bei der Polizeidirektion München abgeordnet, folgte zum 1. November 1911 die Ernennung zum Bezirksamtmann in Ingolstadt.
Er musste Kriegsdienst leisten und war Hauptmann in einer Kavallerie-Einheit. Einige seiner Soldaten nahmen eine ganze Kompanie französischer Soldaten in Gefangenschaft. Dafür wurde ihm der Orden Pour le Mérite verliehen.
Nach seinem Kriegsdienst kam er am 1. Februar 1917 als Assessor zum bayerischen Statistische Landesamt und war dort bis zu seiner Abordnung zur Polizeidirektion München, die von Ernst Pöhner geleitet wurde, am 8. Mai 1919 tätig. Dort war er in der politischen Abteilung unter Wilhelm Frick eingesetzt, wurde zum 16. Oktober 1920 Regierungsrat und war mit der Aufklärung der sog. „Fememorde“ befasst. Vom 1. November 1923 an leitete von Merz in Nürnberg die „Verstaatlichung der dortigen Polizei“ und hoffte, die Nachfolge von Ernst Pöhner als Münchener Polizeipräsident antreten zu können. Daraus wurde nichts und so wurde er zum 15. Februar 1927 Bezirksoberamtmann des Bezirksamtes Garmisch-Partenkirchen. Seine Hauptaufgabe dort sah er in der „Förderung von Landwirtschaft, Handwerk, Handel und Gewerbe“. Im November 1932 setzte er sich schriftlich beim Staatsrat Fritz Schäffer dafür ein, Garmisch-Partenkirchen als Austragungsort für die olympischen Winterspiele 1936 vorzusehen. Gemeinsam mit seinem Schwager Eduard Hamm, der über gute Beziehungen verfügte, gelang es ihnen, dass Garmisch trotz starker innerdeutscher Konkurrenz den Zuschlag bekam.
Im Bezirksamt Garmisch-Partenkirchen blieb er – zum Jahresbeginn 1928 zum Oberregierungsrat befördert – bis zum 31. Mai 1933.
Ausschlag gebend für die Beendigung seines Dienstverhältnisses war seine Weigerung, die von der NSDAP geplante Schlageter-Feier mit Adolf Hitler zu genehmigen. So wurde er „abgeschoben“ und am 1. Juni 1933 zum Vorstand der Hauptfürsorgestelle bei der Regierung von Niederbayern ernannt. Merz war vor 1933 Mitglied des Stahlhelm und trat zum 1. Mai 1935 in die NSDAP ein (Mitgliedsnummer 3.654.734). Von 1934 bis zum 8. Februar 1944 war er Mitglied der SA, wo er zuletzt Oberscharführer war. Am 27. September 1939 wurde er seines Dienstes enthoben und mit einem vorübergehenden Verbot jeder amtlichen Tätigkeit belegt. Diese Maßnahme wurde am 16. November 1939 durch den Regierungspräsidenten Wimmer aufgehoben. Am 30. Januar 1940 kam er zur Regierung von Schwaben und musste am 12. Juni 1943 krankheitsbedingt beurlaubt werden. Zum 14. Dezember 1944 ging von Merz vorzeitig in den Ruhestand.
Im Entnazifizierungsverfahren wurde er durch die Spruchkammer Augsburg als Mitläufer eingestuft.